# James Roose-Evans
James Roose-Evans (Londra, 11 novembre 1927 – 26 ottobre 2022) è stato un regista teatrale, direttore artistico, attore, religioso e drammaturgo britannico.

## Biografia
Nacque a Londra nel 1927, secondogenito di Jack e Primrose Roose-Evans. Studiò letteratura inglese all'Università di Oxford e durante la giovinezza si convertì dall'anglicanesimo al cattolicesimo. Successivamente sarebbe tornato sui suoi passi per riabbracciare la fede anglicana, venendo anche ordinato sacerdote della Chiesa d'Inghilterra nel 1981. 
Dichiaratamente omosessuale, ebbe una lunga relazione con l'attore David March dalla fine degli anni quaranta al 1960 e poi una con l'attore Hywell Jones durata per 54 anni e conclusasi solo con la morte di Jones nel 2013. Roose-Evans morì a Londra nel 2022 all'età di 94 anni.

## Carriera
Dopo aver conseguito la laurea fece il suo esordio sulle scene in veste di attore. Nel 1954 divenne il direttore artistico del Maddermarket Theatre di Norwich, dove diresse ed interpretò opere di Shakespeare e Lorca. Trascorse l'anno successivo a New York, sperimentando con la danza alla Juilliard School. Di ritorno a Londra, cominciò ad insegnare alla Royal Academy of Dramatic Art, dove annoverò tra i suoi studenti Mike Leigh e John Hurt; successivamente insegnò anche alla Central School of Speech and Drama, dove fu insegnante di Vanessa Redgrave e Judi Dench.
Nel 1959 fondò l'Hampstead Theatre, di cui fu direttore artistico fino al 1971; in questo periodo Roose-Evans rese il teatro uno dei più prestigiosi teatri dell'Off-West End di Londra. Tra le opere dirette nei suoi undici anni con l'Hampstead Theatre diresse, tra le altre opere, anche la prima assoluta de Il calapranzi di Harold Pinter nel 1960. Negli anni 70 lavorò prevalentemente nel più commerciale teatro del West End, senza però rinnegare le sue origini da regista di teatro sperimentale. Nel 1981 scrisse e diresse un adattamento teatrale di 84, Charing Cross Road, portato in scena con successo a Londra e Broadway; la pièce gli valse una candidatura al Laurence Olivier Award alla migliore nuova opera teatrale, il massimo riconoscimento del teatro britannico.